# Чикопи (Масачусетс)
Чикопи (енгл. Chicopee) град је у америчкој савезној држави Масачусетс. По попису становништва из 2010. у њему је живело 55.298 становника.

## Демографија
Према попису становништва из 2010. у граду је живело 55.298 становника, што је 645 (1,2%) становника више него 2000. године.
| Група             | 2000.          | 2010.          |
| Белци             | 47.478 (86,9%) | 43.938 (79,5%) |
| Афроамериканци    | 1.244 (2,3%)   | 2.053 (3,7%)   |
| Азијати           | 474 (0,9%)     | 737 (1,3%)     |
| Хиспаноамериканци | 4.790 (8,8%)   | 8.196 (14,8%)  |
| Укупно            | 54.653         | 55.298         |